# Leutmerken
Leutmerken (toponimo tedesco) è una frazione del comune svizzero di Amlikon-Bissegg, nel Canton Turgovia (distretto di Weinfelden).

## Storia
Già comune autonomo (Munizipalgemeinde) istituito nel 1803 e che comprendeva gli Ortsgemeinde di Amlikon, Bissegg, Griesenberg e Strohwilen, nel 1816 fu aggregato a Griesenberg, divenendone frazione; a sua volta Griesenberg nel 1995 è stato accorpato agli altri comuni soppressi di Amlikon, Bissegg e Strohwilen per formare il nuovo comune di Amlikon-Bissegg.

## Monumenti e luoghi d'interesse

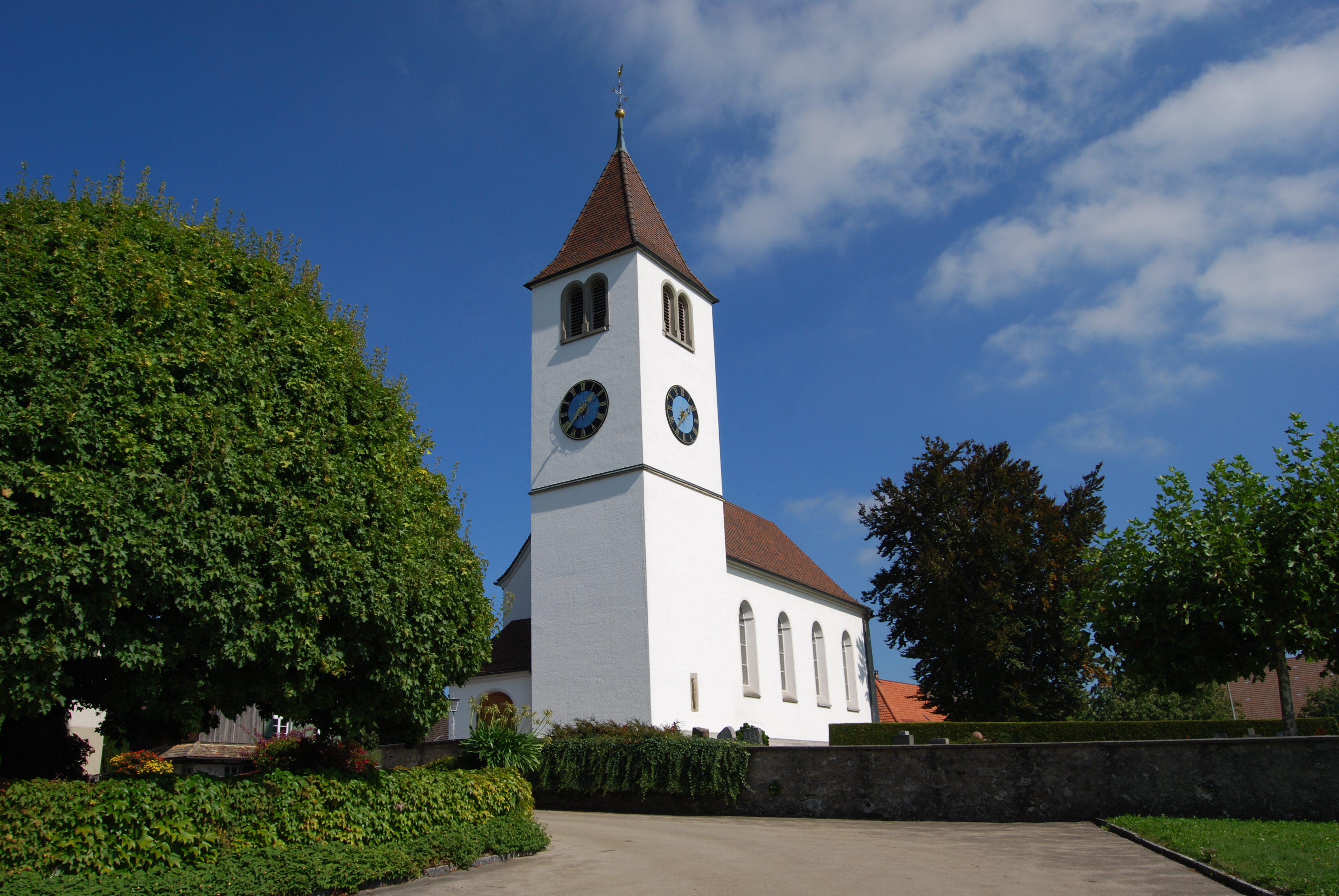
La chiesa paritaria

- Chiesa paritaria, attestata dal 1275[1].